# Yaʿisch ibn Ibrahim al-Umawi
Abū ʿAbdallāh Yaʿīsch ibn Ibrāhīm al-Umawī (arabisch يعيش بن إبراهيم الأموي, DMG Yaʿīš b. Ibrāhīm al-Umawī) war ein Mathematiker, der im 14. Jahrhundert in Damaskus wirkte und ursprünglich aus Spanien (al-Andalus) stammte. Er ist bekannt für ein Buch über Arithmetik, das älteste bekannte arabische Werk über Arithmetik aus dem Westen der islamischen Welt.

## Leben
Nach einer Quelle (Haddschi Chalifa) starb er 1489/90 (in islamischer Zeitrechnung 895), doch datiert eine seiner Handschriften seiner Arithmetik von 1373.
Sein Buch über Arithmetik (Marāsim al-intisāb fī ʿilm al-hisāb, „Über Rechenregeln und -verfahren“) behandelt arithmetische und geometrische Reihen, Reihen von Polygonalzahlen und Pyramidalzahlen, Reihen verschiedener Kubikzahlen (wobei er ältere Ergebnisse von al-Karadschi reproduziert). Er behandelt Neuner- und Elferproben und deren Verallgemeinerung in einer Form die Blaise Pascal (1664) zugeschrieben wird. Neu waren seine aus den Ziffernfolgen gewonnenen Kriterien für perfekte Quadrate und Kubikzahlen. Er gibt auch Regeln für die Näherung an Quadrat- und Kubikwurzeln, etwas abweichend von den in Texten des islamischen Ostens verwendeten Methoden, und er behandelt auch nicht höhere Wurzeln, was im Osten schon im 11. Jahrhundert geschah.
Eine weitere Abhandlung von ihm, die erhalten ist, behandelt die Flächen- und Volumenmessung (Rafʿ al-ischkāl fī masāhat al-aschkāl, „Entfernung von Zweifeln über die Messung geometrischer Figuren“), enthält aber keine neuen Ergebnisse gegenüber den islamischen Mathematikern des Ostens.